# Bianca Amato
Bianca Amato es una actriz sudafricana.

## Biografía
Amato nació en Ciudad del Cabo, Sudáfrica. Hija de "padres políticamente activos, creció muy consciente de los profundos  problemas del apartheid ", y cuando era adolescente fue miembro de una organización de izquierda llamada Pupils Awareness and Action Group.  Amato se graduó de la Universidad de Ciudad del Cabo.

## Carrera
Amato fue miembro del elenco original de la telenovela sudafricana Isidingo, interpretando a Philippa De Villiers de 1998 a 2001. Su personaje de una "joven inglesa luchadora que tuvo una relación sentimental con un gerente de mina negro", ha sido calificado como "una gran noticia e innovadora en la televisión sudafricana posterior al apartheid", y la historia se cita como "el primer romance interracial representado en la televisión sudafricana". Sobre la experiencia, Amato dijo: "Fue maravilloso ser parte del lento pero saludable proceso que cambió las actitudes de la gente".  Su actuación en Isidingo le valió un Avante a la Mejor Actriz en una Serie de Televisión. 
Ha narrado más de 40 audiolibros, incluida la mayoría de las novelas históricas de la serie Cousins 'War escrita por Philippa Gregory, y la novela de  ciencia ficción de 2008 de Charles Stross Saturn's Children. También prestó su voz a la novela gótica de 2006 The Thirteenth Tale de Diane Setterfield, número uno en la lista de Best Seller del New York Times en su segunda semana de publicación.

### Televisión
| Año       | Proyecto                | Papel                 | Notas                                                                                              | Ref.        |
| --------- | ----------------------- | --------------------- | -------------------------------------------------------------------------------------------------- | ----------- |
| 1996      | Las aventuras de Simbad | Casendra              | Episodio: "La aldea desaparece" (temporada 1)                                                      | [ 3 ] [ 9 ] |
| 1997      | Las aventuras de Simbad | Shirez                | Episodio: "Ali Rashid y los ladrones" (temporada 2)                                                |             |
| 1998-2001 | Isidingo                | Philippa De Villiers  | Reparto original                                                                                   | [ 2 ]       |
| 1999      | Gegen den Wind          | Jenny                 | Episodio: " Sprung ins Risiko " (temporada 4)                                                      |             |
| 2002      | Sex and the City        | Julia Afton           | Episodio: "Condición crítica" ( temporada 5 )                                                      |             |
| 2009      | La buena esposa         | Ellen Whitton         | Episodio: "Sin preparación" ( temporada 1 )                                                        |             |
| 2010      | Sangre azul             | Cindy Perry           | Episodio: "Re-Do" ( temporada 1 )                                                                  |             |
| 2013      | La gran c               | Susan Rand            | (3) Episodios: "No puedes llevarlo contigo", "La calidad de la muerte", "El final" ( temporada 4 ) |             |
| 2013      | Inolvidable             | Alison Sonnenland     | Episodio: "Bigtime" ( temporada 2 )                                                                |             |
| 2014      | Casa Alfa               | Senadora Alice Graves | (2) Episodios: "The Civility Zone", "Bugged" ( temporada 2 )                                       |             |
| 2016      | Elemental               | Elizabeth Resor       | Episodio: " Folie à Deux " ( temporada 5 )                                                         |             |
| 2019      | Guerrero                | Nancy                 | Episodio: "The Blood and the Sh * t" (temporada 1)                                                 |             |
| 2019      | Nuestra niña            | Ursula Tait           | Episodio # 4.12 (temporada 4)                                                                      |             |

### Película
| Año  | Proyecto                | Papel | Notas | Ref. |
| ---- | ----------------------- | ----- | ----- | ---- |
| 2020 | El stand de los besos 2 | Linda |       |      |

### Teatro
| Año     | Producción                              | Rol                                  | Notas                                                                                  | Ref.                                      |
| ------- | --------------------------------------- | ------------------------------------ | -------------------------------------------------------------------------------------- | ----------------------------------------- |
| 2003    | Top Girls                               | Marlene                              | Guthrie Theater, Minneapolis, MN                                                       | [ 2 ] [ 1 ] [ 3 ]                         |
| 2003    | Pride and Prejudice                     | Elizabeth Bennet                     | Guthrie Theater, Minneapolis, MN                                                       |                                           |
| 2004    | Pygmalion                               | Eliza Doolittle                      | Guthrie Theater, Minneapolis, MN                                                       |                                           |
| 2004    | Mr. Fox: A Rumination                   | Columbine/Mattie/Young Woman/Maffitt | Signature Theatre Company (Peter Norton Space, Off-Broadway)                           | [ 10 ] [ 11 ]                             |
| 2005    | As You Like It                          | Rosalind                             | Guthrie Theater, Minneapolis, MN                                                       |                                           |
| 2006    | The Importance of Being Earnest         | Gwendolen Fairfax                    | Brooklyn Academy of Music (BAM Harvey Theater, Brooklyn, NY)                           | [ 12 ] [ 13 ] [ 14 ] [ 15 ]               |
| 2006–07 | The Coast of Utopia (Part 1: Voyage)    | Miss Chamberlain                     | Vivian Beaumont Theater (Broadway)                                                     | [ 16 ]                                    |
| 2006–07 | The Coast of Utopia (Part 2: Shipwreck) | Emma Herwegh                         | Vivian Beaumont Theater (Broadway)                                                     |                                           |
| 2007    | The Coast of Utopia (Part 3: Salvage)   | Joanna Kinkel                        | Vivian Beaumont Theater (Broadway)                                                     |                                           |
| 2007    | Trumpery                                | Emma                                 | Atlantic Theater Company (Linda Gross Theater, Off-Broadway)                           | [ 17 ] [ 18 ]                             |
| 2010    | A Midsummer Night's Dream               | Titania/Hippolyta                    | Pittsburgh Public Theater (O'Reilly Theater, Pittsburgh, PA)                           | [ 19 ]                                    |
| 2010    | The Taming of the Shrew                 | Katharina                            | Chicago Shakespeare Theater (Courtyard Theater, Chicago, IL)                           | [ 20 ]                                    |
| 2012    | The Broken Heart                        | Calantha                             | Theatre for a New Audience (The Duke on 42nd Street, Off-Broadway)                     | [ 4 ] [ 21 ] [ 22 ]                       |
| 2012    | Private Lives                           | Amanda                               | Huntington Theatre Company (Boston, MA); Elliot Norton Award; IRNE Award nomination    | [ 23 ] [ 24 ] [ 25 ] [ 26 ] [ 27 ]        |
| 2013    | Neva                                    | Olga Knipper                         | Joseph Papp Public Theater (Anspacher Theater, Off-Broadway)                           | [ 28 ] [ 29 ]                             |
| 2013–14 | Macbeth                                 | Lady Macduff                         | Vivian Beaumont Theater (Broadway)                                                     | [ 30 ] [ 31 ]                             |
| 2014    | King Lear                               | Regan                                | Theatre for a New Audience (Polonsky Shakespeare Center, Brooklyn, NY)                 | [ 32 ] [ 33 ] [ 34 ] [ 35 ] [ 36 ] [ 37 ] |
| 2014    | Private Lives                           | Amanda                               | Shakespeare Theatre Company (Lansburgh Theatre, Washington, D. C.); Emery Battis Award | [ 38 ] [ 39 ] [ 40 ] [ 41 ]               |
| 2014    | Shakespeare at Fenway                   | Beatrice/Much Ado About Nothing      | Commonwealth Shakespeare Company (Fenway Park, Boston, MA)                             | [ 42 ]                                    |
| 2016    | Stupid Fucking Bird                     | Emma Arkadina (The Seagull)          | Pearl Theatre, Manhattan                                                               | [ 43 ]                                    |

### Audiolibros seleccionados
| Año  | Título                                        | Autor                                        | Notas                                                                        | Ref.                |
| ---- | --------------------------------------------- | -------------------------------------------- | ---------------------------------------------------------------------------- | ------------------- |
| 2004 | The Queen's Fool                              | Philippa Gregory                             | Novela originalmente impresa en 2003                                         | [ 44 ]              |
| 2006 | Listening for Lions                           | Gloria Whelan                                | AudioFile Earphones Award, Audie Award; Novela originalmente impresa en 2005 | [ 4 ] [ 45 ]        |
| 2006 | The Boleyn Inheritance                        | Philippa Gregory                             | Versióm reducida (2006) e íntegra (2011)                                     | [ 1 ] [ 46 ] [ 47 ] |
| 2007 | The Thirteenth Tale                           | Diane Setterfield                            | Novela originalmente impresa en 2006                                         | [ 6 ]               |
| 2008 | The Other Queen                               | Philippa Gregory                             | Versión reducida                                                             | [ 48 ]              |
| 2009 | Saturn's Children                             | Charles Stross                               | Novela originalmente impresa en 2008                                         | [ 5 ]               |
| 2009 | The White Queen                               | Philippa Gregory                             | Versión reducida                                                             | [ 49 ]              |
| 2009 | Her Fearful Symmetry                          | Audrey Niffenegger                           |                                                                              | [ 50 ]              |
| 2009 | The Secret Diaries of Charlotte Brontë        | Syrie James                                  | AudioFile Earphones Award, Audie Award                                       | [ 51 ]              |
| 2010 | The Red Queen                                 | Philippa Gregory                             | AudioFile Earphones Award                                                    | [ 52 ]              |
| 2010 | Dracula in Love                               | Karen Essex                                  | AudioFile Earphones Award                                                    | [ 53 ]              |
| 2011 | The Lady of the Rivers                        | Philippa Gregory                             | AudioFile Earphones Award                                                    | [ 54 ]              |
| 2011 | The Women of the Cousins' War                 | Philippa Gregory David Baldwin Michael Jones | No-ficción                                                                   | [ 55 ]              |
| 2011 | Cocktail Hour Under the Tree of Forgetfulness | Alexandra Fuller                             |                                                                              | [ 56 ]              |
| 2012 | The Kingmaker's Daughter                      | Philippa Gregory                             | AudioFile Earphones Award                                                    | [ 57 ]              |
| 2013 | The White Princess                            | Philippa Gregory                             | AudioFile Earphones Award                                                    | [ 58 ]              |
| 2014 | The King's Curse                              | Philippa Gregory                             | AudioFile Earphones Award                                                    | [ 59 ]              |
| 2015 | The Taming of the Queen                       | Philippa Gregory                             | AudioFile Earphones Award                                                    | [ 60 ]              |
| 2016 | Three Sisters, Three Queens                   | Philippa Gregory                             |                                                                              | [ 61 ]              |

## Reconocimiento
Charles Isherwood de The New York Times escribió en su reseña de The Broken Heart de 2012 que "Amato irradia grandeza imperial como Calantha", y Andy Propst de TheaterMania señaló que "el público también se sentirá intrigado por el giro cálidamente imperioso de Amato como el Princesa espartana". En 2013, Isherwood calificó al elenco de Neva de "terriblemente bueno", y señaló que Amato era "cautivadora desde los momentos iniciales" y escribió que "logra hacer que el histriónico autodramatizado de Olga sea absurdamente divertido, pero también teñido de patetismo real". En 2012, The Boston Globe llamó a Amato y su coprotagonista James Waterston "casi perfectos" en sus papeles de Amanda y Elyot en Private Lives, elogiando su "estilo, destreza, sutileza y química chisporroteante". La reseña continuó diciendo que "Amato tiene una figura majestuosa y soignée; puede sacar una risa de una sola palabra, como 'empedernida', pero también es hábil en la comedia física".  BroadwayWorld.com los consideró "una pareja incomparable" en 2014, y agregó que "Amato es a la vez coraje y glamour, retratando a un personaje que es brusco para su época, pero inmensamente divertido de ver". Ben Brantley de The New York Times calificó su actuación en King Lear  como "magnífica", y el Brooklyn Daily Eagle calificó a su Regan de "fríamente seductora". Joe Dziemianowicz, del New York Daily News, escribió sobre la actuación que "como la segunda Regan, el habla y el lenguaje corporal entrecortados y exasperados de Bianca Amato sugieren una mujer que está hasta los ojos en la negligencia del hijo del medio. Ella es Jan Brady con ropa de época ".

## Premios
Amato ganó el premio Vita a la mejor actriz revelación por Under Milk Wood y el premio Fleur du Cap Theatre a la mejor actriz de reparto por Greek, ambos representados en el teatro Baxter de Ciudad del Cabo, Sudáfrica. Su interpretación de Philippa De Villiers en Isidingo le valió un Avante a la mejor actriz en una serie de televisión y un premio Duku Duku a la actriz más popular de Sudáfrica. Más tarde ganó el premio Star Tribune a la mejor interpretación de 2004 por interpretar a Eliza Doolittle en Pygmalion en el Teatro Guthrie de Minneapolis, Minnesota.  Su actuación en Private Lives le valió un premio Elliot Norton a la actriz destacada en 2013, y el premio Emery Battis de Shakespeare Theatre Company en 2014. Amato también fue nominada para un premio IRNE a la mejor actriz en 2013 por Privates lives.
Ha recibido nueve AudioFile Earphones Awards y dos premios Audie por sus actuaciones en audiolibros.